# Charlie Hannaford
Charles Hannaford (8 tháng 1 năm 1896 – tháng 7 năm 1970) là một cầu thủ bóng đá người Anh. Ông thường thi đấu ở vị trí tiền đạo. He sinh ra ở Finsbury Park, London. Ông từng thi đấu cho Maidstone United, Millwall, Charlton Athletic, Clapton Orient, và Manchester United.